# Институт космических исследований при Технионе
Asher Space Research Institute (ивр. מכון אשר לחקר החלל‎, англ. полн. Norman and Helen Asher Space Research Institute) — специализированный институт междисциплинарных научных исследований при Израильском технологическом институте в области космоса, находящийся в Хайфе, Израиль.

## Описание
Основан в 1984 году при Технионе — Израильском технологическом институте. Его членами являются профессора 5-и факультетов Техниона: физики, аэронавтики, механики, электроники и компьютерных наук. Технический персонал занимается исследованиями и разработкой малых спутников. Институт управляется директором под покровительством Управленческого комитета, в составе которого вице-президент по исследованиям, деканы факультетов аэронавтики и физики, а также ректор Техниона.
12 февраля 2009 года институт был перемещён в новое здание на территории Техниона благодаря спонсированию семьи Ашеров. Общая площадь здания, состоящего из 3 этажей, — 1600 м², который включает в себя 6 лабораторий и специальную спутниковую станцию, помимо стандартных помещений для исследовательской работы, офисов и конференций.

## Задачи
Задача института — развитие образования, науки и техники во всех областях, связанных с космосом. Имея широкие национальные перспективы институт способствует междисциплинарному сотрудничеству промышленностей, университетов и агентств Израиля. Также институт налаживает совместные проекты с другими странами.

## Лаборатории
- DSSL (англ. Distributed Space Systems Laboratory) —  лаборатория по изучению распределённых космических систем. Разработана и построена на факультете аэронавтики[4]. Исследование направлено на изучение динамики и управления связанной группы космических аппаратов, для последующего вывода аппаратов на НОО. Лаборатория оснащена специальным столом, способным создавать воздушную подушку для положенных на него объектов, размером 4×4 м, моделями наноспутников, сенсорами и оптическими телескопами[5]. Партнёрами исследований данной лаборатории являются как израильские агентства (ISA, IAI), так и зарубежные (DLR, European GNSS Agency[англ.] и другие[6]).
- Electric Propulsion Laboratory — лаборатория по изучению электронных ракетных двигателей. Основное направление изучения — двигатели на эффекте Холла. Одним из приборов, измеряющим реактивную тягу изучаемых двигателей, является прибор СИМС-200 производства российской фирмы НПК Платар[7] (МАИ)[8].
- SILy (англ. Space Interferometry Laboratory) — лаборатория предназначена для поиска новейших решений для улучшения углового разрешения телескопов как астрономических, так и телескопов спутников ДЗЗ[9].

## Проекты
| Тип проекта  | Статус/время разработки | Название                                  | Описание | Примечание, ссылка |
| ------------ | ----------------------- | ----------------------------------------- | --- | --- |
| Научный      | Активный                | SAMSON                                    | Space Autonomous Mission for Swarming and Geo-locating Nanosatellites — демонстрация долгопериодического автономного полёта кластера малых спутников; определение положения передатчика на поверхности Земли на основе задержи времени прохождения сигнала   | Состоит из 3 микроспутников типа CubeSat, расстояние между аппаратами варьируется от 100 м до 250 км. Запуск запланирован на 2016 год[уточнить]                   |
| Научный      | Активный                | CARLIL                                    | Communication And Ranging Laser Inter-satellite Link — разработка оптической системы и управляющих ею алгоритмов, которые позволят обеспечить синхронизированную фокусировку и совмещение оптических систем связи удалённых точек                            | Заявлена способность совместить лазерные лучи на расстоянии 10 000 км                                                                                             |
| Научный      | Активный                | VENUS                                     | — | [ 12 ] |
| Научный      | Завершённый             | BLISL                                     | Broadband Laser Inter-Satellite Link — совместный германо-израильский проект по разработке прототипа миниатюрного оптического широкополосного терминала для связи малых спутников на низкой опорной орбите                                                   | Масса до 15 кг, размеры — 40×25×25 см, длина канала связи — более 8 000 км, скорость передачи — более 1 Гбит/с, высота орбиты от 2 000 км до 8 000 км             |
| Научный      | Завершённый             | Microsatellite Remote Sensing             | Определение системных параметров гиперспектральной аппаратуры и производительности микроспутников в различных проектах по дистанционному зондированию Земли; разработка гиперспектральной оптической системы для последующего использования в микроспутниках | Масса от 100 до 500 кг, разрешающая способность от 30 до 100 м, НОО орбита                                                                                        |
| Научный      | Завершённый             | Optical Inertial Space Navigation System  | Изучение волоконно-оптических гироскопов для их дальнейшего применения в космических инерциальных навигационных системах | Потребляемая мощность — 1,5 Ватта |
| Научный      | Завершённый             | Star Tracker                              | Разработка бесплатформенного звёздного датчика, позиционирующего космический аппарат без привязки к определённому ориентиру или направлению | [ 16 ] |
| Научный      | Завершённый             | Magnetic Attitude Control System          | Разработка полностью магнитной системы ориентации, обеспечивающей трёхосную стабилизацию космического аппарата, использующей в качестве датчика магнетометр и в качестве управляющего элемента — магнитные гироскопы                                         | Алгоритмы системы были протестированы на спутнике Gurwin-II TechSat и обеспечили точность ориентации относительно надирной оси в 2-2,5º                           |
| Научный      | Завершённый             | Diagnostics of Plasma Thrusters in Flight | Исследование плазменных реактивных двигателей на основе возбуждаемых ими электромагнитных полей | [ 18 ] |
| Научный      | Завершённый             | TechSat-Gurwin Microsatellite             | Разработка и создание микроспутника для последующего вывода на орбиту Земли | Запущен в 1998 году и проработал в течение 12 лет |
| Студенческий | 2009/10                 | SABRES                                    | Проект по изучению взаимодействия группировки микроспутников, предназначенных для автоматического сбора данных и обеспечения связи | Стоимость одного спутника оценена в 8,2 млн долл. |
| Студенческий | 2009                    | IRENA                                     | Israel Regional Navigation Satellite System — разработка региональной навигационной системы, состоящей из головного и 4-х дочерних наноспутников, расположенных вблизи ГСО и образующих тетраэдр с гранью в 1000 км                                          | Заявленная точность позиционирования — менее 10 м. Дочерние спутники имеют массу менее 9 кг                                                                       |
| Студенческий | 2008                    | Jacob’s Ladder                            | Разработка космического лунного лифта, предназначенного для обеспечения транспортировки грузов между Землёй и Луной | Оценка стоимости создания — 15 млрд долл. для обеспечения грузопотока в 5 т/год, время доставки — 200 часов. Проект реализуем на основе сегодняшних технологий    |
| Студенческий | 2007/08                 | HAMSTER                                   | Разработка малого спутника, способного нести в качестве полезной нагрузки как оптическую аппаратуру, так и радар с синтезированной апертурой (РСА) или любое их сочетание (оптика—оптика, оптика—РСА, РСА—РСА)                                               | Оценка стоимости создания — 4,1 млн долл., масса до 75 кг, орбита — круговая приполярная                                                                          |
| Студенческий | 2006/07                 | TOOLSAT                                   | Technion On-Orbit Lifeguard Satellite — разработка обслуживающей системы, расширяющей функциональность спутников. Первый шаг — создание модуля, обеспечивающего дозаправку спутников на орбите.                                                              | Стоимости разработки, производства и запуска оценена в 40 млн долл., каждый дополнительный спутник — 10 млн долл., масса — 160 кг                                 |
| Студенческий | 2005/06                 | DUSAT                                     | Разработка пары идентичных спутников, предназначенных для проведения стереоскопических наблюдений за земной поверхностью с НОО. | Стоимость проекта — 32 млн долл., масса спутника — менее 95 кг, высота орбиты — 550 км, расстояние между парой на орбите — 394 км, разрешающая способность — 10 м |
| Студенческий | 2004                    | LUNGRA                                    | Lunar Gravity — разработка наноспутника, состоящего из ведущей и ведомой частей для составления точной карты гравитационного поля Луны. | Размеры — 30×25×20 см, масса — менее 10 кг, высота орбиты — 100 км, расстояние между частями спутника на орбите Луны — 50 км                                      |
| Студенческий | 2003/04                 | INSPECTOR                                 | Проект по разработке микроспутника, предназначенного для наблюдения за состоянием МКС в видимом и ИК диапазонах. | Размеры — 60×60×60 см, масса — 35 кг |
| Студенческий | 2003/04                 | OKEV                                      | Разработка микроспутника ДЗЗ с гиперспектральной широкоугольной камерой для наблюдения морской и прибрежной окружающих сред. | Высота орбиты — 705 км, масса — менее 85 кг, исследуемый диапазон — 400-2 500 нм с шагом в 3,3 нм, угол обзора — 120º                                             |